# 浮華新世界
《浮華新世界》（英語：Vanity Fair）是一部2004年英-美合拍的古裝歷史劇情片，由印裔美國導演米拉·奈兒監製，改編自威廉·梅克比斯·薩克萊的同名小說。這部小說曾經多次改編成電影或電視劇，而米拉·奈兒導演的這個版本則對主角瑞貝卡·夏普作了明顯改變。
電影於2004年的威尼斯影展獲得金獅獎提名。

## 剧情
故事发生在1802年的英国，主人公贝基·夏普是一个穷画家的孤女。完成学业后，将要担任皮特·克劳利爵士的女儿们的家庭教师。在开始工作前，她和挚友阿米莉亚·赛德利及其家人一同前往伦敦。贝基开始诱惑阿米莉亚笨拙且肥胖的哥哥——富有的印度商人“乔斯”·赛德利。乔斯对贝基颇为倾心，就要向她求婚，但被阿米莉亚傲慢的未婚夫乔治·奥斯本劝阻，理由是贝基没有嫁妆。
未能嫁入豪门的贝基前往履职。她对皮特爵士的住所和其为人深感震惊，但仍认真教授其女儿们并为他的姊姊克劳利小姐打理房屋。皮特爵士的幼子罗登·克劳利是一名军官，对贝基一见钟情。贝基巧妙获得了脾气暴躁的克劳利小姐身边的职位。
与此同时，阿米莉亚的未来公公奥斯本先生想要为儿子乔治安排一桩更有利的婚姻。乔治拒绝后，奥斯本先生让赛德利先生破产，迫使乔治与阿米莉亚解除婚约。阿米莉亚和家人一起过着贫困生活，但她仍希望乔治会回心转意，甚至误以为乔治的朋友多宾送的钢琴是乔治送的。
罗登·克劳利与贝基秘密结婚，但很快被克劳利小姐发现，随即将贝基赶出家门，并将罗登移出遗产继承人名单。乔治·奥斯本不顾父亲反对与阿米莉亚结婚，但不久后他与多宾及罗登被派往比利时，因为拿破仑已从厄尔巴岛逃回法国。贝基与阿米莉亚随军同行。新婚的乔治对阿米莉亚感到厌倦，想要勾引贝基。他们所参加的舞会因拿破仑发动攻击的消息而中断，士兵们需在三小时内出发。在离开前，罗登将打牌赢得的所有钱交给贝基。次日，贝基正要逃离城市时，在人群中看到阿米莉亚，于是放弃了马车，与阿米莉亚一起在布鲁塞尔等待战斗的结果。
在随后的滑铁卢战役中，乔治阵亡，而罗登幸存。阿米莉亚生下儿子，也取名乔治。奥斯本先生拒绝承认这个孙子，阿米莉亚只得带着孩子回到贫困的娘家。现已晋升少校的威廉·多宾作为小乔治的教父，继续用微小的善意向阿米莉亚表达爱意。然而，阿米莉亚沉浸在对乔治的思念中，无法回应多宾的感情。伤心的多宾转往印度出任军职。而此时，贝基的儿子也以父亲的名字命名。
多年过去，罗登因姑母和父亲的遗产被他人夺走，家庭深陷债务泥潭。阿米莉亚艰难抚养儿子，不得不将他交给他祖父奥斯本先生，以便接受优越的教育和生活条件。债务执行官来到克劳利家的住所查封家具，但贝基得到了邻居斯泰恩勋爵的帮助。她记得斯泰恩勋爵曾是她父亲画作的热心买家。斯泰恩勋爵成为她的资助者，为她提供金钱并引荐她进入伦敦的上流社会。
贝基荣登喬治四世国王面前的那晚，得知罗登因债务被捕入狱。斯泰恩勋爵坚持要贝基当晚与他共度，以回报他为贝基提供的帮助。然而，罗登在被嫂子保释后闯入，发现斯泰恩勋爵正欲强占贝基。罗登将斯泰恩赶出，但也意识到贝基一直秘密收钱却未与他分享。愤而离去的罗登将儿子的监护权交给兄长新任皮特爵士及其妻子。
十二年后，贝基在德国巴登-巴登的一家赌场当发牌员。罗登因患疟疾去世，此前斯泰恩勋爵派他驻守热带岛屿。贝基偶遇阿米莉亚成年的儿子小乔治，他邀请贝基与母亲共进下午茶。原来，奥斯本先生最终接纳了阿米莉亚，将一笔丰厚的遗产留给了她和小乔治。贝基向阿米莉亚揭露乔治多年前写给贝基的情书，劝阿米莉亚接受多宾多年来的忠诚爱意。阿米莉亚终于认识到自己的错误，向多宾表白了爱意。
再次孤身一人的贝基在赌场遇到乔斯·赛德利，他听闻阿米莉亚提及贝基在此后前来。他邀请贝基与他一同前往印度生活，贝基欣然同意。他们一起踏上新的生活旅程。

## 演员
- 麗絲·韋花絲潘 饰 丽贝卡“贝基”·夏普·克劳利（英语：Becky Sharp (character)）
- 安吉丽卡·曼迪 饰 幼年的贝基·夏普
- 蕾夢娜·葛瑞 饰 阿米莉亚·赛德利·奥斯本
- 索菲·亨特（英语：Sophie Hunter）[2] 饰 玛丽亚·奥斯本
- 詹姆斯·鲍弗 饰 罗登·克劳利上校
- 乔纳森·雷·麦耶斯 饰 乔治·亨利·奥斯本上尉
- 瑞斯·伊凡斯 饰 威廉·多宾少校
- 艾琳·阿特金斯 饰 马蒂尔达·克劳利小姐
- 杰拉尔丁·麦克伊万（英语：Geraldine McEwan） 饰 萨斯顿伯爵夫人
- 加布里埃尔·伯恩 饰 斯泰恩侯爵
- 鲍勃·霍斯金斯 饰 老皮特·克劳利爵士
- 道格拉斯·霍奇（英语：Douglas Hodge） 饰 小皮特·克劳利爵士
- 娜塔莎·利特尔（英语：Natasha Little） 饰 简·希普尚克斯·克劳利夫人
- 约翰·伍德维恩（英语：John Woodvine） 饰 巴雷克雷斯勋爵
- 芭芭拉·莉·亨特（英语：Barbara Leigh-Hunt） 饰 巴雷克雷斯夫人
- 尼古拉斯·琼斯（英语：Nicholas Jones (actor)） 饰 达灵顿勋爵
- 西安·托马斯（英语：Siân Thomas） 饰 达灵顿夫人
- 特雷弗·库珀（英语：Trevor Cooper） 饰 图夫托将军
- 凯利·亨特（英语：Kelly Hunter） 饰 斯泰恩侯爵夫人
- 卡米拉·卢瑟福（英语：Camilla Rutherford） 饰 高恩夫人
- 亚历山德拉·斯塔登 饰 乔治夫人
- 吉姆·布勞德本特 饰 奥斯本先生
- 托尼·莫兹利（英语：Tony Maudsley） 饰 约瑟夫“乔斯”·赛德利
- 约翰·富兰克林-罗宾斯（英语：John Franklyn-Robbins） 饰 约翰·赛德利先生
- 黛博拉·芬德利（英语：Deborah Findlay） 饰 玛丽·赛德利夫人
- 丹尼尔·海伊 饰 小乔治·奥斯本二世
- 湯姆·史特里吉 饰 幼年的乔治·奥斯本二世
- 凯瑟琳·德莱斯代尔（英语：Kathryn Drysdale） 饰 罗达·斯沃茨
- 露丝·希恩 饰 平克顿小姐
- 理查德·麦凯布（英语：Richard McCabe） 饰 喬治四世国王
- 格莱迪斯·辛克（英语：Gledis Cinque） 饰 年长的西莉亚·克劳利
- 威廉·梅林 饰 幼年罗迪·克劳利
- 羅伯·派汀森 饰 年长的小罗登“罗迪”·克劳利爵士（未署名）[3][4]

## 外部連結
- 官方网站
- 豆瓣电影上《名利场》的資料 （简体中文）
- AllMovie上《浮華新世界》的资料（英文）
- 互联网电影数据库（IMDb）上《浮華新世界》的资料（英文）
- Box Office Mojo上《浮華新世界》的資料（英文）
- 爛番茄上《浮華新世界》的資料（英文）
- Review at DecentFilms.com （页面存档备份，存于） （英文）
- Yahoo奇摩電影上《浮華新世界》的資料（繁體中文）
- 開眼電影網上《浮華新世界》的資料（繁體中文）